# Jack Warner
Jack Leonard Warner (2. srpna 1892, London – 9. září 1978, Los Angeles) byl americký filmový producent a podnikatel narozený v Kanadě do rodiny chudého ševce polsko-židovského původu.

## Život
Spolu s bratry Harrym, Albertem a Samuelem si v roce 1903 najali opuštěný obchod v New Castle v Pensylvánii a začali v něm provozovat kino. Od roku 1912 začali sami produkovat filmy a v roce 1923 založili filmovou společnost Warner Brothers Pictures, která se stala jedním z pěti největších hollywoodských studií. V roce 1925 už byli největším producentem němých filmů a koupili firmu Vitagraph, která měla technologii na synchronizaci obrazu a zvuku. Jejich film "Jazzový zpěvák" (The Jazz Singer, 1927) znamenal začátek komerčního zvukového filmu.
Jack Warner ve firmě působil nejprve jako viceprezident zodpovědný za produkci, který dal filmové výrobě charakter výroby průmyslové. Sám dohlížel na výběr námětů, producentů, režisérů i herců. V roce 1956 se stal prezidentem společnosti a vedoucím výroby. Osobně produkoval filmy My Fair Lady (1964) a Camelot (1967). Z vedení firmy odešel v roce 1972.